# Сельское поселение «Село Совхоз Чаусово»
Сельское поселение «Село Совхоз Чаусово» — муниципальное образование в составе Жуковском районе Калужской области России.
Центр — село Совхоз «Чаусово».

## История
Законом Калужской области от 30.09.2021 № 143-ОЗ «Об упразднении административно-территориальной единицы на территории Жуковского района Калужской области» с 1 января 2022 года упраздняется деревня Уткино.

## Население
| 2010  | 2012  | 2013  | 2014  | 2015  | 2016  | 2017  |
| ----- | ----- | ----- | ----- | ----- | ----- | ----- |
| 1008  | ↘1004 | ↗1033 | ↗1067 | ↗1104 | ↗1175 | ↘1165 |
| 2018  | 2019  | 2020  | 2021  |       |       |       |
| ↘1164 | ↗1170 | ↘1146 | ↘939  |       |       |       |

## Состав поселения
В поселение входят 15 населённых пунктов:
| №  | Населённый пункт | Тип населённого пункта       | Население |
| -- | ---------------- | ---------------------------- | --------- |
| 1  | Азарово          | деревня                      | →0        |
| 2  | Алтухово         | деревня                      | ↘27       |
| 3  | Баранцево        | деревня                      | ↗6        |
| 4  | Горяново         | деревня                      | ↗2        |
| 5  | Дурово           | деревня                      | ↗22       |
| 6  | Заворово         | деревня                      | ↘40       |
| 7  | Лопатино         | деревня                      | ↘9        |
| 8  | Семеновское      | деревня                      | →0        |
| 9  | Совхоз «Чаусово» | село, административный центр | ↘0        |
| 10 | Татарское        | деревня                      | ↘7        |
| 11 | Тишково          | деревня                      | →2        |
| 12 | Уткино           | деревня                      | →0        |
| 13 | Хозниково        | деревня                      | →0        |
| 14 | Чаусово          | деревня                      | ↘0        |
| 15 | Шабаново         | деревня                      | ↘0        |